# Tom Evans
Thomas Evans (Liverpool, 5 de junho de 1947 – Londres, 19 de novembro de 1983), mais conhecido como Tom Evans, foi um músico e baixista inglês, membro da banda de rock britânica Badfinger.

## Biografia

### Origens
Evans começou a carreira com uma banda de Liverpool chamada Them Calderstones. Nessa banda fazia a voz principal e tocava guitarra ritmo. Evans tinha uma grande influência da dupla The Everly Brothers. Em 1967, Pete Ham o convida para se juntar ao grupo The Iveys. A partir desse momento nasce uma grande amizade e uma grande parceria musical.

### The Iveys
Com seu novo grupo muda-se para Londres. Evans era um compositor muito bom e ajudou muito nas harmonias da banda. Em 1968, The Iveys assinam contrato com a Apple Records, a gravadora dos Beatles e lançam sua primeira canção, "Maybe Tomorrow", em 1969. O LP de mesmo nome é lançado no mesmo ano.

### Surge oBadfinger
Para não serem confundidos com uma banda de nome parecido, mudam o nome do grupo para Badfinger. O então Beatle Paul McCartney — que deu grande apoio ao grupo nessa fase de sua carreira — entregou-lhes a música "Come and Get It", que fazia parte da trilha sonora do filme The Magic Christian (no Brasil, Um Beatle no paraíso). Evans foi o escolhido para fazer a voz principal da canção, que ficou entre as 10 mais pedidas na parada da revista Billboard. Evans é o coautor — junto com Pete Ham — do sucesso "No Matter What" (que foi regravada em 2006 pelo Def Leppard) e, principalmente, do maior sucesso do Badfinger, a canção "Without You", que teve inúmeras regravações (dentre elas de artistas do calibre de Harry Nilsson, Paul Anka, Air Supply e Mariah Carey). Nessa época Evans ainda teve participação na gravação do disco Imagine, do ex-Beatle John Lennon e, junto com Pete Ham, também participou das gravações dos discos dos também ex-Beatles George Harrison (All Things Must Pass e The Concert for Bangladesh) e Ringo Starr ("It Don't Come Easy").
Em 1970, Stan Polley assumiu como empresário do grupo. Polley tinha muito mais experiência do que o empresário anterior Bill Collins. Apesar disso, a banda gostava muito de Collins e tentou fazer com que continuasse gerenciando parte dos negócios, mas Collins não aceitou. Polley reorganizou as finanças da banda e supostamente estava garantindo o futuro deles mas, no final das contas, eles não viram a cor do dinheiro. Nessa época a banda começou a viver com esposas, filhos e namoradas em uma casa, em comunidade, vivendo com uma mesada bem curta dada por Polley. Segundo o empresário, o grosso do dinheiro seria investido em equipamentos e na divulgação da banda e isso justificava a curta mesada. Tom, Joey Molland e Mike Gibbins — os outros membros da banda — fizeram severas críticas a Stan por isso. Porém, Pete Ham tinha total confiança em Polley e tudo ficou por isso mesmo.

### Suicídio de Pete Ham
Em 24 de abril de 1975, Pete Ham comete suicídio por enforcamento. O suicídio de Ham deveu-se a imbróglios financeiros com a gravadora da banda e que culminou com a fuga do empresário Stan Polley com todo o dinheiro do grupo. Sentindo-se culpado pela situação em que a banda e sua família acabaram se envolvendo, Ham matou-se. O episódio abalou todo o Badfinger e, particularmente, Evans.

### Badfinger sem Pete Ham: instabilidade e atritos
Com a morte de Ham o Badfinger termina e Evans e Bob Jackson (que entrou no lugar de Ham) montaram o The Dodgers e o outro membro do Badfinger, Joey Molland, estava com o seu Natural Gas, que foi a banda de apoio de Peter Frampton.
Em 1979, a gravadora Elektra contratou Molland e Evans exigindo que eles utilizassem o nome Badfinger, independentemente da banda que eles viessem a montar. Lançaram o disco Airwaves que, apesar de canções como "Lost Inside Your Love", "Sail Away" e "Love is Gonna Come at Last", não foi bem nas paradas. Saíram em turnê com a ajuda de músicos como Tony Kaye (Yes), mas não conseguiram o sucesso esperado.
Em 1981, ainda com Kaye na banda, lançaram Say No More. Apesar de "Hold On" ter entrado no top 50, o disco não decolou e nem chegou a ser realizada uma tour para sua promoção. A instabilidade entre Molland e Evans apressou o final do "novo" Badfinger. Fortes desentendimentos entre os dois amigos fizeram com que cada um montasse seu próprio Badfinger. Joey procurou o sindicato e conseguiu impedir Evans de usar o nome da banda que ele próprio havia criado. Os dois se encontraram pouco tempo depois e novamente entraram em forte atrito, pois Evans alegou ter assumido diversos compromissos e de ter vários contratos assinados que exigiam que ele se apresentasse como Badfinger. Joey não deu atenção a Evans, porém mal sabia que aquela seria a última vez que iria ver ou conversar com o antigo amigo e companheiro de banda.

### Suicídio de Tom Evans
Em 19 de novembro de 1983 Tom Evans, em profundo estado de depressão, também cometeu suicídio, como seu amigo Pete Ham havia feito anos atrás, enforcando-se no quintal de sua casa. Seu corpo foi cremado.
Quando cometeu suicídio, Tom Evans foi encontrado por seu filho que, ao ver a cena, correu para cozinha e disse à mãe que havia encontrado um homem muito parecido com o pai pendurado na árvore do quintal.
Ao contrário de Pete Ham, Evans não deixou nenhum bilhete para justificar seu suicídio.

### Legado
Dez anos após a morte de Evans, em 1993, foi lançado um álbum póstumo que Evans havia gravado junto com o músico Rod Roach chamado Over You: The Final Tracks. E, no ano 2000 foi lançado um álbum póstumo do Badfinger chamado Head First.

## Discografia

### Com The Iveys
- Maybe Tomorrow (1969)

### Com Badfinger
- Magic Christian Music (1970)
- No Dice (1970)
- Straight Up (1971)
- Ass (1973)
- Badfinger (1974)
- Wish You Were Here (1974)
- Airwaves (1979)
- Say No More (1981)

### Álbum póstumo com Badfinger
- Head First (2000)

### Álbum póstumo da carreira solo
- Over You: The Final Tracks (1993, com Rod Roach)
- I Am Myself (2024)